# Fureur (film)
Cet article concerne le film. Pour l'émotion, voir Fureur. Pour la bande dessinée, voir Fureur (bande dessinée).
Pour plus de détails, voir Fiche technique et Distribution.
Fureur est un film français réalisé par Karim Dridi, sorti en 2003.

## Synopsis
Dans le 13ème arrondissement de Paris, l'histoire d'amour entre Raphaël Ramirez dont la famille a fui la guerre d'Espagne et Chinh, dont la famille sino-vietnamienne est en France depuis vingt ans.

## Fiche technique
- Titre : Fureur
- Réalisation : Karim Dridi
- Scénario : Karim Dridi
- Musique : Jean-Christophe Camps et Jah Wobble
- Photographie : Éric Guichard
- Montage : Lise Beaulieu
- Production : Alain Rozanès
- Société de production : ADR Productions, Gaumont, France 2 Cinéma et Canal+
- Société de distribution : Gaumont Buena Vista International (France)
- Pays :  France
- Genre : drame, romance et action
- Durée : 105 minutes
- Dates de sortie : 
  -  France : 16 avril 2003

## Distribution
- Samuel Le Bihan : Raphaël Ramirez
- Yu Nan : Chinh
- Yann Trégouët : Manu Ramirez
- Bounsy Luang Phinith : Tony
- Samart Payakaroon : Noï
- Jo Prestia : Jo
- Stéphane Ferrara : Féfé
- Christian Mazucchini : Désiré
- Tom Dundee : Le secrétaire
- Xing Xing Cheng : La tante
- Yong Luang Phinith : L'oncle
- Thomas Larget : Monsieur Tran

## Accueil
Jean-Michel Frodon pour Le Monde écrit que « Karim Dridi cherche à dépasser les règles du film d'action et du mélodrame par l'excès de kitsch ».